# Saint-Flavien (Quebec)
| Municipalité de Saint-Flavien |                        |
| Eglise Saint-Flavien 01.jpg   |                        |
| Coordenadas: 46°31' N 71°36'W |                        |
| Província                     | Quebec                 |
| Região administrativa         | Chaudière-Appalaches   |
| Incorporado em                | 29 de dezembro 1999    |
| Prefeito                      | Roland Gagnon          |
| Código postal                 | G0S 2M0                |
|                               |                        |
| Área                          |                        |
| - Cidade                      | 67,6 km², 26,1 mi²     |
| Fuso horário                  | UTC -5                 |
| População (2006)              |                        |
| - Cidade                      | 1.539                  |
| - Densidade                   | 23 hab/km², 59 hab/mi² |
| Website: www.st-flavien.com/  |                        |

Sainte-Agathe-de-Lotbinière é um município canadense da Regionalidade Municipal de Lotbinière, Quebec, localizado na região administrativa de Chaudière-Appalaches. Em sua área de pouco mais de sessenta e sete quilómetros quadrados, habitam cerca de mil e quinhentas pessoas.É nomeada em homenagem a Dom Pierre-Flavien Turgeon.
Embora sua datas incorporação seja 1999 (como resultado da fusão da paróquia e da vila de Saint-Flavien), a área foi povoada desde 1800. O território original de Saint-Flavien, parte do senhorio de Sainte-Croix, foi dividido por diversas vezes para a criação das comunidades de Notre-Dame-du-Sacré-Coeur-d'Issoudun (1903), Dosquet (1912), Saint-Flavien (1912), Saint-Janvier-de-Joly (1928) e Laurier-Station (1951).